# Torrent de Saltèguet
El torrent de Saltèguet és un torrent de la Baixa Cerdanya, que neix a la font del Picassó i desemboca al torrent del Pla de les Forques.